# Lutzingen
Lutzingen es un municipio alemán del estado de Baviera, región administrativa de Suabia, en el distrito de Dilinga y es miembro de la comunidad administrativa Höchstädt an der Donau.

## Geografía
Lutzingen se ubica en la comarca de Augsburgo (no confundir con el Distrito de Augsburgo).
En esta región existen los términos de Lutzingen y de Unterliezheim.

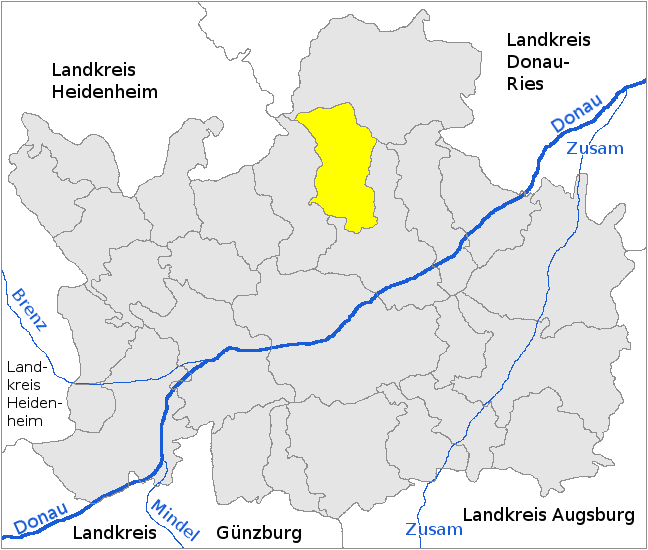
Ubicación de Luztingen en el Distrito de Dillingen an der Donau

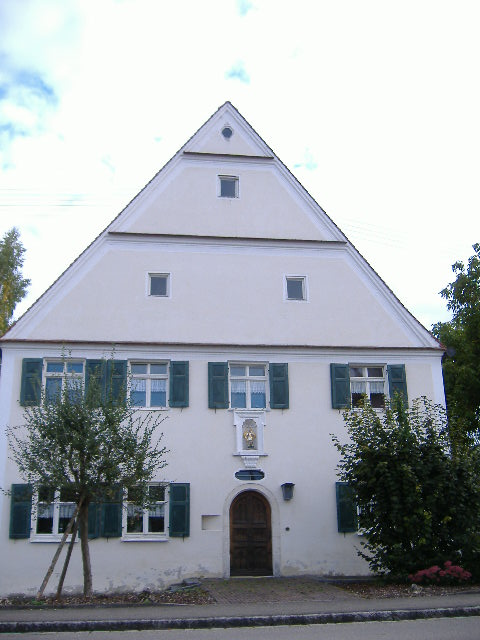
Antigua casa rectoral

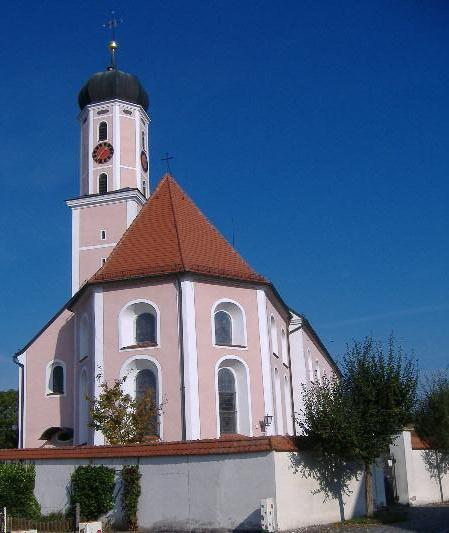
Parroquia de Sankt Michael

## Historia
El actual término de Unterliezheim, junto con el Convento de Unterliezheim, aparece citado documentalmente por primera vez como Liedeshiem en 1026.
En 1250 el lugar de Lutzingen fue mencionado por primera vez como perteneciente, desde hacía tiempo, al ducado Neuburg-Sulzbach y a Höchstädt, su partido judicial.
Ente 1703 y 1704, Lutzingen fue seriamente afectada por las batallas de Höchstädt-Blindheim. En 1777 pasó a depender de la jurisdicción del Electorado de Baviera. En 1808 pasó a formar parte de actual municipio administrativo, a raíz de la publicación, en 1808, del nuevo edicto sobre los municipios del Reino de Baviera.

## Incorporaciones municipales
El 1 de mayo de 1978, en el curso las reformas regionales en Baviera, el hasta entonces municipio independiente de Unterliezheim pasó a incorporarse al de Lutzingen.

## Demografía
| 1961 | 1970 | 1987 | 2000 | 2011 |
| ---- | ---- | ---- | ---- | ---- |
| 1005 | 979  | 983  | 1024 | 979  |

## Patrimonio
- Iglesia parroquial católica de Sant Michael y antigua Casa Rectoral, ambas en Lutzingen.
- Capilla del Monte de los Olivos (Lutzingen).
- Iglesia parroquial católica de Sankt Leonhard (Unterliezheim).
- Capilla del Monte de los Olivos (Unterliezheim) (1733).
- Antiguo Convento de Unterliezheim.
- Cervecería del Convento de Unterliezheim (1772-1775).
- Eichbergerhof (edificio histórico desde el que el príncipe Eugen intervino en la batalla de 1704).
- Goldbergalm (restaurante y pensión en la cumbre del Goldberg).

## Economía e infraestructuras

### Economía, agricultura y silvicultura
En 1998 había 56 licencias en el sector manufacturero, una en el sector de la construcción. En 1999 había 44 explotaciones agrarias con una superficie agrícola útil de 653 ha, de las cuales 439 ha de tierras de cultivo y 210 ha de pastos permanentes.

### Oferta educativa
En 1999 había un parvulario con 25 plazas y 27 niños escolarizados en él.

## Personalidades
- Martin Königsdorfer, escritor. Fue párroco de Lutzingen entre 1785 y 1834.